# Будківський Пилип В'ячеславович
Пилип В'ячеславович Будківський (нар. 10 березня 1992, Київ, Україна) — український футболіст, нападник луганської «Зорі». Грав за збірну України.

## Клубна кар'єра

### Ранні роки
У ДЮФЛ України виступав за ФК «Відрадний» (Київ) і «Шахтар» (Донецьк).
На професіональному рівні дебютував за «Шахтар-3» 22 вересня 2009 року у Кубку Ліги 2009/10. У сезоні 2010/11 був найкращим бомбардиром молодіжної першості України за підсумками першої половини турніру.

### «Шахтар»

#### «Іллічівець» (оренда)
У другій половині сезону 2010/11 головний тренер молодіжного складу «гірників» Валерій Яремченко очолив «Іллічівець» (Маріуполь) і запросив низку гравців із Донецька, серед яких був і Будківський.
Розпочав сезон 2011/12 матчем 5 туру проти «Волині». Через два матчі віддав гольовий пас в матчі з «Ворсклою». А ще через два матчі віддав гольовий пас в матчі з «Зорею». У матчі проти «Шахтаря» отримав жовту картку. Вже в другому голі віддав гольову передачу в матчі з «Ворсклою». Отримав жовту в 26 турі проти «Таврії».
У першій частині сезону 2012/13 Будковський взагалі не виступав за маріупольський клуб. У зимове міжсезоння повернувся в «Шахтар», де знову став виступати за молодіжну команду.

#### «Севастополь» (оренда)
13 червня 2013 року був відданий в оренду на сезон 2013/14 до новачка Прем'єр-ліги клубу «Севастополь». Дебютував у матчі 8 туру проти «Карпат». У своєму наступному матчі проти донецького «Металурга» забив гол на 90-й хвилині матчу. Відзначився голом у матчі 15 туру проти «Говерли» на 68-й хвилині. Провів за «моряків» лише півроку.

#### «Зоря» (оренда)
У січні 2014 року був відданий на два роки в оренду до луганської «Зорі». Дебютував за клуб матчем з «Ворсклою».
Сезон 2014/15 почав матчем другого кваліфікаційного раунду Ліги Європи з клубом «Лячі». Там він подарував луганцям перемогу, забивши на 87-й хвилині матчу. У 3 турі чемпіонату забив гол у ворота «Металіста». У новому єврокубковому матчі з «Феєнордом» отримав жовту картку, а далі дуже багато їх отримував. Відзначився дублем у матчі проти «Металурга». Віддав гольову передачу в новому матчі проти «Металіста». Забивав голи у ворота дніпропетровського «Дніпра» в 10 і 23 турах, а також забивав «Волині», донецькому «Металургу» і «Ворсклі».
Сезон 2015/16 розпочав матчем проти «Металіста». У 4 турі чемпіонату, проти «Олімпіка», оформив дубль. Він забив на 82-й і 85-й хвилинах. Отримав жовту картку у матчі. У матчі-відповіді проти «Легії», в кваліфікації Ліги Європи отримав жовту картку. Відзначився гольовою передачею в матчі проти львівських «Карпат». Відзначився дублем у кубковому матчі, проти харківського «Геліоса». Це стало початком його 7-матчевої серії голів. Після цього матчу він знову забивав «Геліосу», забивав «Ворсклі», «Олександрії», «Говерлі», «Волині» і «Металургу» (в останньому віддав також гольову передачу). Через матч забив гол у ворота «Сталі». А ще через матч, два тури поспіль, забивав голи «Олімпіку» і «Чорноморцю». Через тур забив гол у ворота «Карпат». 5 матчів поспіль не міг забити. Але у матчі з «Говерлою», відзначився голом на 40 і 46 хвилинах. Одразу в наступному матчі забив гол на 12-й хвилині в ворота «Ворскли». Став другим бомбадиром чемпіонату, забивши 14 голів. Цікаво, що всі вони були забиті з гри. Завершив сезон першим фінальним матчем Кубка України в історії «Зорі», в якому луганчани поступилися в фіналі донецькому «Шахтарю».

#### «Анжі» (оренда)
13 липня 2016 року був відданий в оренду в махачкалинський «Анжі», на рік з правом подальшого викупу. По завершенні терміну оренди Пилип покинув російський клуб та знову на правах оренди був відданий в бельгійський «Кортрейк».

### «Десна»
6 січня 2019 року підписав повноцінний контракт з «Десною». Наприкінці грудня 2021 року залишив «Десну».

## Збірна

### Молодіжна збірна
З 2007 по 2011 рік виступав за юнацькі збірні України різних вікових категорій.
З 2011 по 2014 рік виступав за молодіжну збірну України, де досяг найбільших успіхів, забивши 18 м'ячів в 23 матчах.

### Національна збірна
Дебютував за збірну України 9 жовтня 2014 року в матчі проти збірної Білорусі (2:0). У ще декількох матчах виходив на заміну. Був у заявці на Євро-2016, але жодного разу не з'явився на полі.

## Статистика виступів у збірній
| 01. | 09.10.2014 | «Борисов-Арена», Борисов        | Білорусь — Україна           | 0-2 | Відбірковий матч ЧЄ-2016 | 79'   |  |     |  |
| 02. | 12.10.2014 | «Арена Львів», Львів            | Україна — Північна Македонія | 1-0 | Відбірковий матч ЧЄ-2016 | 77'   |  | 86' |  |
| 03. | 15.11.2014 | «Жозі Бартель», Люксембург      | Люксембург — Україна         | 0-3 | Відбірковий матч ЧЄ-2016 | 72'   |  |     |  |
| 04. | 18.11.2014 | НСК «Олімпійський», Київ        | Україна — Литва              | 0-0 | Товариський матч         | 90'   |  |     |  |
| 05. | 27.03.2015 | «Рамон Санчес Пісхуан», Севілья | Іспанія — Україна            | 1-0 | Відбірковий матч ЧЄ-2016 | 90+1' |  |     |  |
| 06. | 31.03.2015 | «Арена Львів», Львів            | Україна — Латвія             | 1-1 | Товариський матч         | 75'   |  |     |  |

## Досягнення

### Командні
- Фіналіст Кубка України: 2015/16

### Індивідуальні
- Другий бомбардир чемпіонату України: 2015/16
- Кращий бомбардир «Зорі» в історії в рамках Прем'єр-ліги (32 гола)
- Кращий бомбардир збірної України U-21 в історії (18 голів)